# Führer Ex
Führer Ex é um filme da Alemanha e Itália de 2002. Drama sobre o neonazismo na juventude alemã. Vítimas de lavagem cerebral, jovens se transformam em verdadeiras bombas ambulantes, prontas para explodir a qualquer momento, diante de qualquer situação que pareça ameaçadora pelo simples fato de ser diferente de sua intolerância preconceituosa. Esses jovens, sem perspectivas futuras, desenvolvem idéias de violência e sadismo que os tornam incapazes de conviver com uma sociedade livre. 